# Henri Delranc
Henri Delranc est un footballeur français né le 26 juin 1946 à Vergèze. Il était défenseur.

## Biographie
Henri Delranc joue un total de 96 matchs en Division 2 (28 avec Besançon, 54 avec Montpellier et 14 avec Sète).